# Bukovany, Sokolov
Bukovany là một làng thuộc huyện Sokolov, vùng Karlovarský, Cộng hòa Séc.